# マイケル・ヘーゼルタイン
ヘーゼルタイン男爵マイケル・レイ・ディブディン・ヘーゼルタイン（英: Michael Ray Dibdin Heseltine, Baron Heseltine, CH PC、1933年3月21日-）は、イギリスの政治家、一代貴族。保守党の政治家であり、マーガレット・サッチャー内閣やジョン・メージャー内閣で閣僚職を歴任した。2001年に一代貴族ヘーゼルタイン男爵に叙された。

## 経歴

### 前半生
ウェールズ・グラモーガン・スウォンジーに生まれる。父ルパート・ヘーゼルタインは工場所有者であり、第二次世界大戦に陸軍中佐として従軍した。
シュルーズベリー校を経てオックスフォード大学ペンブルック・カレッジへ進学。1961年から1965年にボウ出版社の取締役を務めた。

### 政界へ
1959年の総選挙にガワー選挙区から保守党と挙国派自由党の候補として、1964年の総選挙にはコヴェントリー北部選挙区から保守党候補として出馬したが、いずれも労働党候補に敗れた。
1966年の総選挙でタヴィストック選挙区から当選し、保守党の庶民院議員となった。1970年には運輸省政務次官に就任。1974年の総選挙からはヘンリー選挙区から選出される議員となる(以降2001年に貴族院議員に列するまでこの選挙区から選出される)。

### 第1次サッチャー内閣環境大臣
1979年5月にマーガレット・サッチャー内閣が発足すると環境大臣に就任した。環境大臣は住宅政策を所管していたが、ヘーゼルタインは住宅支出の削減計画を進めるべく、住宅政策の交付金や補助金の支出総額を政府で定めた。そのため地方政府がこの範囲を超えて住宅支出を行う場合は地方当局が起債するか(後にはこれにも制限を加えた)、公営住宅の家賃を上げるか、民間借家への補助を減額するしかなくなり、さらに支出総額を超過する自治体には交付金補助金を加重的に減額する制裁措置をとれるようにした。これにより地方政府の住宅支出を抑制し、交付金・補助金削減に成功した。また、ヘーゼルタインはサッチャー政権の公務員削減方針を最も厳しく断行した閣僚だった。
1980年には公営住宅の借家人に居住期間の長さに応じて割引価格で持ち家の購入権を与える政策を主導した。この政策によって1987年までに100万人の公営住宅住民が持ち家を獲得している。

### 第2次サッチャー内閣国防大臣
1983年1月に国防大臣に転任。1985年末から翌年にかけてのヘリコプター製造会社ウエストランド・エアクラフトを巡る騒動の中心人物となった。同社は80年代に経営危機に陥り、政府に救済を求め、1985年に政府は支援の方針を固めたが、資本補強の方法を巡って政府内に対立が発生した。アメリカのシコルスキー・エアクラフトが資本提供を申し出ていたが、ヘーゼルタインはこれに難色を示し、ヨーロッパ企業との連携を模索した。
1985年11月末にはフランス・ドイツ・イタリアの軍備責任者を招集して国家軍備責任者(National Armament Directors, 略称NAD)会議を開催し、ヨーロッパで設計・製造された物以外のヘリコプターは買わないこととする合意を結んだ。しかしこれはヘーゼルタインの「独断専行」として批判され、欧州懐疑派のサッチャーや通商産業大臣ブリタンと対立を深めた。12月9日の内閣委員会小委員会でサッチャーは政府はNADに拘束されない旨を宣言した。これに対してヘーゼルタインは12月12日の閣議において議題になかったウエストランド問題を持ち出した。マスコミもこの頃からウエストランド問題をめぐる政府内の分裂を報じるようになった。
12月21日にはウエストランド社はイタリアのフィアット社も提携に入れることでヨーロッパ企業の体裁を整えたうえでシコルスキー社およびフィアット社と提携し、サッチャーもこの提携を支持する表明を出した。しかしヘーゼルタインはなおもこの件を問題視し、今回のウエストランドの提携契約はヨーロッパ共同開発プロジェクトと両立しないという見解を公表した。サッチャーはこれに激怒し、1986年1月9日の閣議で今後内閣と異なる意見を明らかにする前には内閣で同意を得なければならず、それは将来の発言だけでなく過去の発言を繰り返すことも対象となることを宣言した。つまりヘーゼルタインはこれ以上ウエストランド社問題に異を唱える事を禁じられた。ヘーゼルタインはこれに激怒し、「私はもはやこの内閣の閣僚ではいられない」と宣言して閣議を退席し、辞職した。

### 保守党党首選挙に敗れる
その後、ヘーゼルタインは親欧州派の代表格として欧州懐疑派のサッチャーとの対決姿勢を強め、1990年11月末に行われた保守党党首選挙にサッチャーの対抗馬として出馬した。ヘーゼルタインは152票、サッチャーは204票を獲得したが、サッチャーの当選とするには4票足りなかった。これによって第二次選挙が行われることとなり、影響力の低下が鮮明になったサッチャーは党首辞任を表明。後任の党首としてジョン・メージャーを支持した。第二次選挙までにヘーゼルタインに反対する戦線が出来上がったため、第二次選挙はメージャーが185票、ヘーゼルタインが132票、ダグラス・ハードが56票という結果に終わった。メージャーも当選ラインには及ばなかったが、ヘーゼルタインとハードが撤退したことにより、メージャーの当選が確定した。

### メージャー内閣の閣僚
メージャー内閣が発足すると環境大臣に返り咲いた。この人事は、メージャーが人頭税と批判されていたコミュニティ・チャージを廃止する決意を固めたことを意味していた。1991年3月にヘーゼルタインは人頭税を廃止し、新たな地方税としてカウンシル・タックスを1993年4月から導入すると発表した。これは単純に人頭税以前の「レイツ」と呼ばれる固定資産税方式を復活させるものではなく、人と資産両方に課税する方式で、いわば人頭税と固定資産税を足して二で割った制度だった。
1992年から1995年にかけては通商庁長官を務めた。
ヘーゼルタインはメージャーには忠実に仕え、1995年には政権ナンバー2の副首相のポストを得た。これ以降1997年の政権交代までメージャーと彼とケネス・クラークが三人で政権を主導した。

### その後

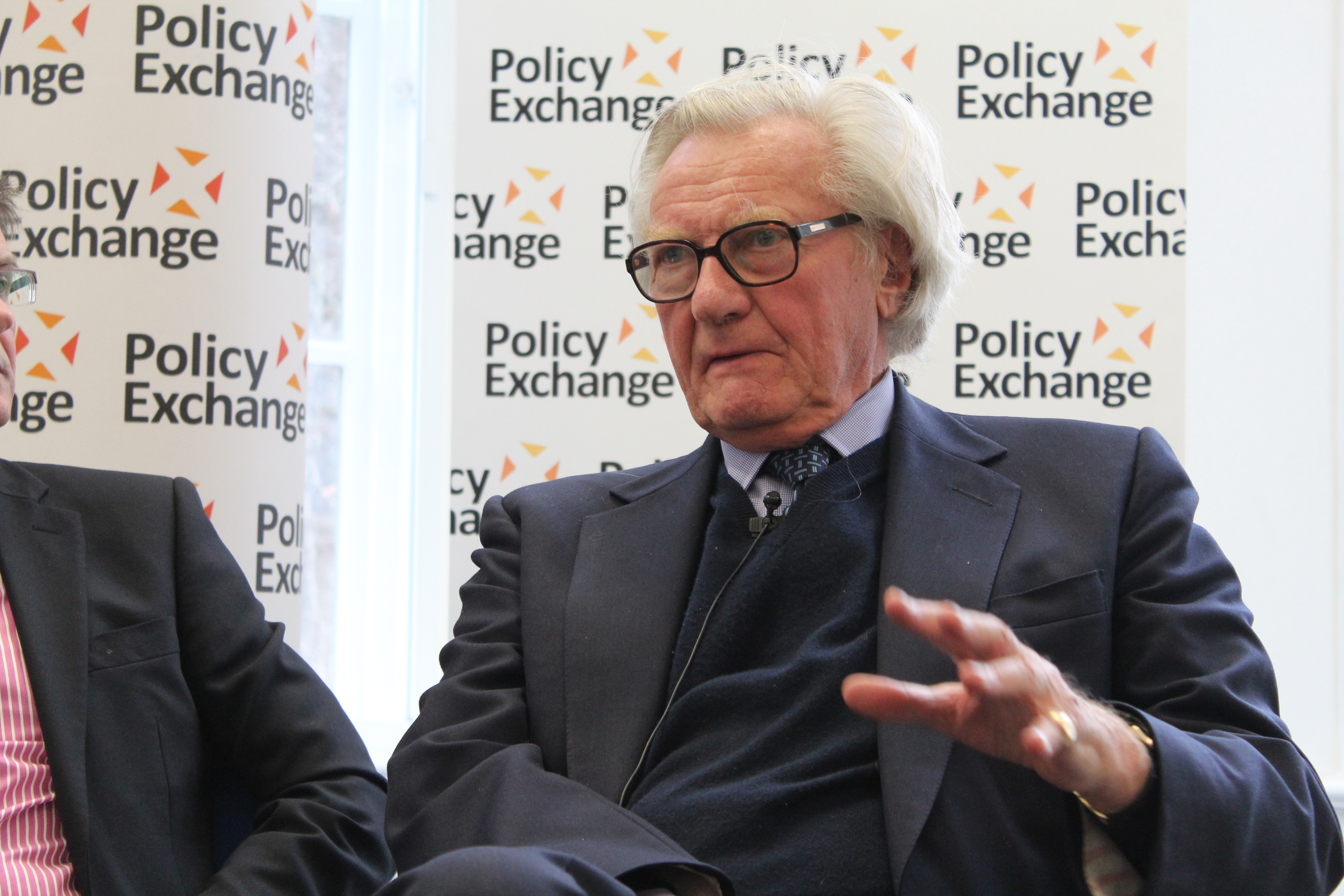
2013年2月13日のヘーゼルタイン卿

労働党への政権交代後、ユーロへの参加に踏み切りたかったトニー・ブレア首相は1999年10月に保守党のヘーゼルタインやクラーク、自由民主党のチャールズ・ケネディなど他党の親欧州派とともに「ヨーロッパの中のイギリス(Britain in Europe)」を結成しユーロ参加機運の盛り上げを図ったが、ユーロ参加反対が多数を占める世論は変えられず、ユーロ参加は断念に追い込まれた。
2001年6月12日に一代貴族ヘーゼルタイン男爵に叙され、貴族院議員に列した。
英国のEU離脱には「英国がEUから離脱すればヨーロッパはドイツに支配される」「英国の国益に反する」として反対している。2017年9月6日にはロイターのインタビューに対して「EU離脱の経済的な打撃で世論が変化すれば、離脱の決定が覆される可能性がある」との認識を示した。

## 栄典

### 爵位
2001年6月12日に以下の爵位を新規に叙せられた。
- ノーサンプトンシャー州におけるゼンフォード（英語版）のヘーゼルタイン男爵 (Baron Heseltine, of Thenford in the County of Northamptonshire)
(勅許状による一代貴族爵位)

### 勲章
- 1997年、コンパニオン・オブ・オナー(CH)[2]